# Voluntari
Voluntari város Ilfov megyében, Munténiában, Romániában.

## Fekvése
A város a megye északkeleti részén helyezkedik el, a Colentina és a Pasãrea folyók között, a DN2-es főút mellett. A területen régen hatalmas, egybefüggő erdőségek voltak, melyekből mára csupán néhány egymástól elszigetelt csonkerdők maradtak.

## Történelem
1921-ben alapították, a területet felparcellázták, majd az I. világháborúban mindenüket elveszett családoknak adta az állam. Egészen 1936-ig Colentina nagyközség része volt, Colentina 1936 után Bukarest külső negyede lett, Voluntari pedig önálló településsé vált.
1944-ben a települést földig rombolták a német, majd az orosz bombázások.
A település 2004 áprilisában kapott városi rangot.

## Lakossága
| Nemzetiségek        | 2002  | 2002   |
| ------------------- | ----- | ------ |
| Románok             | 29291 | 97,58% |
| Romák               | 505   | 1,68%  |
| Törökök             | 25    | 0,08%  |
| Magyarok            | 19    | 0,06%  |
| Görögök             | 14    | 0,04%  |
| Németek             | 9     | 0,02%  |
| Olaszok             | 7     | 0,02%  |
| Ukránok             | 7     | 0,02%  |
| Lipovánok           | 3     | 0,0%   |
| Zsidók              | 1     | 0,0%   |
| Bolgárok            | 1     | 0,0%   |
| Egyéb nemzetiségűek | 110   | 0,36%  |
| Nem nyilatkozott    | 24    | 0,07%  |
| Összesen            | 30016 | 100,0% |

## Látnivalók
- Szent Illés temploma (ortodox)
- A Világháborúk áldozatainak emlékműve

## Külső hivatkozások
- A város honlapja
- Adatok a településről
- 2002-es népszámlálási adatok
- Marele Dicționar Geografic al României